# USS Tarawa (CV-40)
USS Tarawa (CV-40) byla letadlová loď Námořnictva Spojených států, která působila ve službě v letech 1945–1960. Jednalo se o 22. postavenou jednotku třídy Essex (dvanáctou ve verzi s dlouhým trupem).
Byla pojmenována podle bitvy o Tarawu. Její stavba byla zahájena 1. března 1944 v loděnici Norfolk Naval Shipyard v Portsmouthu ve Virginii. K jejímu spuštění na vodu došlo 12. května 1945, do služby byla zařazena 8. prosince 1945. Po krátké službě byla v roce 1949 přeřazena mezi rezervy, reaktivována byla o dva roky později. V roce 1952 byla překlasifikována na útočnou letadlovou loď CVA-40, roku 1955 byla její klasifikace změněna na protiponorkovou letadlovou loď CVS-40. V průběhu 50. let sloužila v Atlantském oceánu, vyřazena byla 13. května 1960. Zůstala v rezervách, kde byla v roce 1961 přeznačena na pomocný letadlový transport AVT-12. V roce 1968 byla odprodána do šrotu.